# 양사언

양사언의 필적

양사언(楊士彦, 1517년 ~ 1584년) 조선의 문신·서예가이다. 자는 응빙(應聘), 호는 봉래(蓬萊)·완구(完邱)·창해(滄海)·해용(海容). 본관은 청주(淸州)이다. 안평대군, 김구, 한호와 함께 조선 전기 4대 명필 중 하나로 초서체 제일이었다 한다.
1546년(명종 1) 문과에 급제, 대동승(大同升)을 거쳐 삼등(三登) 현감·평양 군수·강릉 부사·함흥 부윤 등을 역임한 후 회양(淮陽) 군수, 이어서 철원 군수를 지냈다. 회양 군수로 있을 때 금강산에 자주 들어가 대자연을 즐겼고 금강산 만폭동(萬瀑洞)의 바위에는 지금도 그가 새긴 '봉래풍악 원화동천(蓬萊楓嶽元化洞天)'이라는 글귀가 남아 있다. 이어서 안변(安邊) 군수로 나가 일을 잘하여 그 공으로 통정대부(通政大夫)의 관계(關係)를 받았다.
그 후 안변 군수로 있으면서 큰 못을 파고 마초(馬草)를 저장하였다. 이듬해에 북쪽에서 변란이 일어나서 많은 군대가 북송될 때 다른 고을에서는 마초와 물이 없어서 관리나 백성들이 책임을 추궁당하여 사형을 받는 자까지 있었으나 안변만은 아무 걱정 없었다. 그의 앞을 내다보는 지혜에 누구나 탄복하였다.
얼마 안 되어 지릉(智陵)에 화재가 일어나니 그 책임 때문에 해서(海西)에 귀양 갔다. 2년 후 풀려 돌아오는 길에 병사했다.
양사언은 비상한 천재인 데다가 노력을 거듭하여 읽지 않은 책이 없고, 모르는 것이 없었다. 과거에 급제하여 40년, 다스린 고을은 8군데나 되었으며 단 한 가지의 부정이 없었고, 처자를 위해서 재산을 마련하지도 않았다. 남사고(南師古)한테 배워 점도 잘 쳐 임진왜란을 예견하였고, 시(詩)는 작위(作爲)없이 천의무봉(天衣無縫)하고 기발하였다.
시조 태산가(泰山歌)-泰山雖高是亦山 태산수고시역산 登登不已有何難 등등불이유하난 世人不肯勞身力 세인부긍노신력 只道山高不可攀 지도산고불가반 -는 간결하면서도 많은 교훈을 주는 시조 중에 하나로 꽤 유명하다. 글씨는 해서(楷書)와 초서(草書) 다 같이 명필이었다. 안평대군(安平大君)·김구(金絿)·한호(韓濩)와 함께 조선 전기의 4대 서예가(명필)로 불렸다.
양사언이 애용한 거문고를 더러 봉래금(蓬萊琴)이라 했는데, 이를 허엽(허난설헌 남매의 아버지)의 외손자 박종현(朴宗賢)에게 선물로 주었다. 박종현의 손녀 박씨는 남양 홍씨 문중에 시집가니 박씨부인의 고손자가 영정조 시기의 실학자 홍대용이다. 홍대용의 《담헌서》 중 〈봉래금사적〉에 천안 본가에 봉래금이 있다는 내용이 있다.

## 묘소
양사언 선생 묘는 경기도 포천시 일동면 길명리에 있다. 1986년 4월 9일 포천시의 향토유적 제32호로 지정되었다.

## 저서
- 《봉래시집》
- 《금강산 유람기》

## 가족 관계
- 증조부 : 양치(楊治)
  - 할아버지 : 양제달(楊悌達)
    - 아버지 : 돈령주부(敦寧主簿) 양희수(楊希洙)
    - 어머니 : 송환정(宋環貞)의 딸
      - 형님 : 양사준(楊士俊)
      - 동생 : 양사기(楊士奇)